# Gasny
Gasny – miejscowość i gmina we Francji, w regionie Normandia, w departamencie Eure.
Według danych na rok 2009 gminę zamieszkiwało 2986 osób, a gęstość zaludnienia wynosiła 231 osób/km² (wśród 1421 gmin Górnej Normandii Gasny plasuje się na 78. miejscu pod względem liczby ludności, natomiast pod względem powierzchni na miejscu 214).